# Михайло Гунашевський
Михайло Гнатович Гунашевський (поч. XVII ст., Поділля — після 1672) — православний шляхтич з українського роду Гунашевських, урядник, військовий канцелярист, дипломат Української держави Богдана Хмельницького. Автор рукописного літописного збірника, який відомий під назвою «Львівський літопис». Учасник національної революції (1648–1676), під час якої виконував важливі дипломатичні доручення уряду Української козацької держави. Належав до поміркованої течії в повстанському таборі, схильної до компромісних угод з урядом Речі Посполитої. Прихильно ставився до польського короля, проте гостро засуджував католицизм та Берестейську унію.
У підліткові роки жив та вчився у Меджибожі у дяка Дмитра Щирецького там же втратив батька. Переїхав до Львова у 1622 році (у "Львівському літописі" згадується, великий "мор"-  епідемія в 1621-1623 роках, яку переніс і самий Гунашевський).
Випускник Замойської академії. Служив у Генеральній канцелярії, виконував дипломатичні доручення Хмельницького; пізніше став київським протопопом (1657), потім пресвітером кафедрального собору в Перемишлі у 1667–1672 роках.
Гунашевський з прихильністю ставився до козацтва та засуджував діячів, які позиціонували козаків селюками.
Дружина — донька гетьмана Івана Виговського у першому шлюбі Мар'яна Виговська.